# Montánchez
Montánchez là một đô thị trong tỉnh Cáceres, Extremadura, Tây Ban Nha. Cao 702 mét trên mực nước biển. Dân số khoảng 2.000 người. Lưu trữ ngày 30 tháng 9 năm 2007 tại Wayback Machine.
The town sits in the Sierra de Montánchez, a small mountain range on the plains of Extremadura. Its elevated position has earned it the nickname "the balcony of Extremadura".
The town's economy relies principally on agriculture. It is one of the main centres in Spain for the production of jamon iberico, and also produces wine.

## Biến động dân số
| 1991 | 1996 | 2001 | 2004 | 2005 | 2007 |
| ---- | ---- | ---- | ---- | ---- | ---- |
| 2487 | 2306 | 2141 | 2046 | 2153 | 2063 |